# Tatjana Wladimirowna Jerochina
Tatjana Wladimirowna Jerochina, geborene Konstantinowa (russisch Татьяна Владимировна Ерохина geb. Константинова; engl. Schreibung Tatyana Yerokhina; * 7. September 1984 in Tscheljabinsk) ist eine ehemalige russische Handballspielerin.

## Karriere
Tatjana Jerochina spielte beim russischen Erstligisten GK Lada Toljatti. Mit Lada Toljatti gewann die Torhüterin 2005 und 2008 die russische Meisterschaft, 2006 den russischen Pokal sowie 2012 den EHF-Pokal. Weiterhin stand sie 2007 im Finale der EHF Champions League.
Jerochina lief für die russische Nationalmannschaft auf. Mit Russland nahm sie 2015 an der Weltmeisterschaft teil. Nachdem sich Anna Sedoikina im dritten Spiel der Olympischen Spiele 2016 am Knie verletzt hatte, rückte Jerochina in den russischen Kader nach und gewann die Goldmedaille. Nach den Olympischen Spielen beendete sie ihre Karriere.
Jerochina war ab der Saison 2019/20 bei Lada Toljatti als Torwarttrainerin tätig. Nach der Saison 2022/23 verließ sie den Verein und übernahm das Torwarttraining der russischen Juniorinnennationalmannschaft. Im Jahr 2024 endete ihre Tätigkeit beim russischen Verband.